# Don't Hug Me I'm Scared
Don't Hug Me I'm Scared: The Series, o semplicemente Don't Hug Me I'm Scared (letteralmente "non abbracciarmi, ho paura") e spesso abbreviata in DHMIS, è una webserie britannica, creata da Becky Sloan e Joseph Pelling nel 2011. Inizialmente distribuita attraverso il sito degli artisti, è stata poi caricata su altre piattaforme come YouTube. Dal 2022 è stata realizzata una serie omonima per la televisione, trasmessa nel Regno Unito su Channel 4.
Ogni episodio è realizzato in modo da avere l'aspetto del tipico show televisivo per bambini (consistendo in marionette parlanti simili ai pupazzi di Sesame Street) per poi prendere d'un tratto una piega oscura, di solito includendo scene gore. La serie vuole essere una critica verso i programmi televisivi per bambini e alla società come il modo in cui molti considerano l'amore o come viene percepito l'uso di internet, contrapponendo in chiave ironica pupazzi cantanti a contenuti psichedelici e disturbanti. Vengono usati molti stereotipi e molte cose false che vengono insegnate ai bambini, come il fatto che ad ogni ora corrisponde una cosa da fare, o che l'unico amore legittimo sia quello legato alla Religione.
Il 23 settembre 2022, la nuova serie televisiva è andata in onda su Channel 4.

## Trama
La trama segue i tre protagonisti Red Guy, Yellow Guy e Duck.  Durante la serie, incontrano vari oggetti dalle sembianze antropomorfe, i quali cominciano a cantare riguardo semplici tematiche quotidiane su una melodia allegra simile a una filastrocca. Mano a mano che la canzone prosegue, diventa sempre più evidente che "l'insegnante" della puntata stia sottilmente invitando i personaggi a condividere la propria opinione sull'argomento, con un effetto inquietante. Il climax di ogni episodio ha solitamente a che fare con l'uso massivo di elementi gore scioccanti. Gli aspetti della vita che affrontano sono la creatività, il tempo, l'amore, i computer, il cibo e i sogni.
Nella serie TV, invece, gli argomenti trattati sono il lavoro, la morte, la famiglia, l'amicizia, i mezzi di trasporto e l'elettricità.

## Episodi
| Stagioni  | Episodi | Rete TV   | Prima TV  |
| --------- | ------- | --------- | --------- |
| Serie Web | 6       | YouTube   | 2011-2016 |
| Serie TV  | 6       | Channel 4 | 2022      |

### Serie Web

#### Creativity
Il primo episodio è incentrato sulla cucina in cui i personaggi si trovano ed un taccuino, Sketchbook, con su scritto "sii creativo". Il blocco note d'un tratto si apre e comincia a cantare una canzone sull'essere creativi, che invita i protagonisti ad impegnarsi in attività per bambini come lo scrivere i colori con dei rametti o riconoscere delle figure osservando le nuvole. Nel corso dell'episodio, il taccuino convince i tre pupazzi di quello che dice, rimproverando ad esempio che "il verde non è un colore creativo". Il risultato è una violenta ed esagerata concezione della creatività da parte dei personaggi, che cominciano a ballare freneticamente e compiere azioni forti o violente come lo scrivere la parola MORTE, coprire un cuore di lustrini e tagliare una torta ripiena di budella. Al termine del video tutto pare tornato alla normalità e il taccuino propone "di non essere mai più creativi".

#### Time
Il secondo episodio si apre con i tre pupazzi nel soggiorno mentre aspettano che il loro programma TV preferito inizi. Nell'attesa sbuca Tony, un orologio parlante che comincia a cantare una canzone sul concetto di tempo e su come questo si colleghi alla vita di tutti i giorni. Tony spiega che il tempo è utilizzato per "misurare le giornate" e come le cose cambiano col passare dello stesso. Quest'idea diviene man mano sempre più esagerata e verso la fine dell'episodio, Duck teorizza che il tempo è un costrutto della mente umana creata da loro, ma all'improvviso Tony, che vuole imporre a tutti i costi la sua idea di tempo, lo zittisce producendo un verso assordante che fa sanguinare le orecchie a Yellow Guy. Infine Tony aumenta vertiginosamente lo scorrere del tempo, causando la morte per invecchiamento dei protagonisti; i capelli di Red Guy si allungano, le piume di Duck cominciano a cadere, Yellow Guy si accorge che il suo viso (e quello di tutti gli altri) si sta putrefacendo. Si scopre infine che l'intero episodio faceva parte di quello show che i protagonisti stessi stavano aspettando cominciasse.

#### Love
Il terzo episodio si apre con un picnic a base di pollo tra i tre, dove Duck schiaccia una farfalla perché posatasi su una coscia di pollo, esclamando disgustato "Stupida ape!". Yellow Guy è angosciato da quanto accaduto e corre verso un albero vicino per stare da solo e rifugiato, dove incontra un'ape parlante con ali di una farfalla di nome Shrignold che porta Yellow Guy dai suoi amici, che si scoprono poi essere adepti di una setta religiosa, il tutto con una canzone che esalta l'amore e il fatto che ognuno di noi abbia la sua anima gemella. Entra quindi in scena Malcolm, il 'Re dell'Amore', leader della setta. Il video termina con Yellow Guy che si risveglia nel luogo iniziale, facendo intendere si sia trattato di un sogno, e i suoi amici gli offrono l'ultimo uovo sodo per tirarlo su di morale. Esso si apre, rivelando una creatura simile proprio a Shrignold in versione larva, con i capelli blu che chiama Yellow Guy "Pa-pà". La creatura viene schiacciata da Duck, che esclama nuovamente "Stupida ape!". Nei titoli di coda, un uomo anziano dà fuoco a Malcom.

#### Computers
Nel quarto episodio, i tre stanno facendo un gioco da tavolo. Al turno di Red Guy, questi pesca una carta che riporta la domanda "Qual è la cosa più grande al mondo?". Lui e Duck si chiedono quale possa essere la risposta, aspettandosi che il mappamondo lì vicino si animi per rispondere. Ma quando questi sta per cominciare a parlare, l'attenzione viene attirata da Colin, un computer parlante degli anni 70, che introduce concetti legati all'informatica. Mentre Colin si presenta Red Guy chiede di rispondere alla domanda, ma lui lo interrompe e continua parlare di sé, dopodiché inizia a fare delle domande ai protagonisti per raccogliere informazioni. Red Guy è infastidito dal suo discorso sconnesso e lo colpisce sulla tastiera: ciò porta a una reazione violenta di Colin che urla a Red Guy di non toccarlo, e i protagonisti, dopo un'inquietante sequenza grafica, si vedono catapultati nel 'Mondo Digitale' tramite degli alter ego digitali. Il computer si appresta quindi a spiegare le "tre attività principali del Mondo Digitale": visionare grafici a barre o a torta così come sperimentato da Yellow Guy, lo "Stile Digitale" da Duck, e la "Danza Digitale " che Colin mostra a Red Guy. Queste tre azioni si ripetono e si susseguono freneticamente, fino a che non viene inquadrata una stanza scura in cui una serie di glitch e svariati cloni di Yellow Guy e Duck ballano creando il caos. Intanto, il vero Red Guy tenta di fermare tutto ciò seguendo il cavo a cui è attaccato Colin. Questo lo porta in un'altra stanza, nella quale due attori coperti da una tuta di spandex stanno filmando una versione molto amatoriale dei tre protagonisti seduti in cucina del primo episodio. Quando uno degli attori fa scattare il Ciak, la testa di un confuso Red Guy scoppia in una nuvola di brillantini.
Quest'episodio è dedicato a Julie Crosbie, un'amica di Becky Sloan e Joseph Pelling morta a causa di un cancro.

#### Health
Il quinto episodio si apre con Yellow Guy e Duck che avvertono l'assenza di Red Guy, senza però capire che sia lui a mancare. Mentre cercano di capire di che cosa si tratti appaiono una lattina di spinaci, del pancarré ed una bistecca, che iniziano a cantare sulla alimentazione sana. Mano a mano che la canzone prosegue, le nozioni di base sui cibi che compongo una dieta bilanciata vengono trascurate ed il brano diventa sempre più privo di senso. In due occasioni un telefono rosso squilla; la prima volta Duck risponde e si risveglia subito in una sala operatoria nel buio per qualche istante, per poi tornare alla canzone, mentre quando risponde la seconda volta si ritrova in mano un panino imbottito al posto della cornetta. Duck contesta i versi della canzone e vuole andarsene, ma i maestri continuano a cantare senza curarsene. Ad un certo punto, questo si irrita a tal punto da fuggire dall'inquadratura facendo cadere la cinepresa. Si sveglia ancora sul lettino della sala operatoria, dove due lattine si cibano dei suoi organi interni. Yellow Guy continua a seguire il proseguimento della canzone, che raggiunge un livello insano per poi ritrovarsi da solo, al buio, sporco di sangue e ingrassato dopo aver mangiato il suo amico Duck, i cui resti erano conservati nelle lattine. In quel momento, il telefono rosso squilla una terza volta e poco dopo partono i titoli di coda, che mostrano Red Guy vestito con un cappotto e una sciarpa, mentre si allontana da una cabina telefonica portando con sé una valigia, suggerendo sia stato lui a telefonare in precedenza.
- L'episodio mostra un numero telefonico reale. I creatori hanno affermato suonasse continuamente una volta rilasciato il video, ed all'inizio rispondevano fingendosi vari personaggi della serie.[6]

#### Dreams
Il sesto episodio si apre con Yellow Guy a letto, mentre piange per l'assenza di Duck e Red Guy, i cui letti sono infatti vuoti. Quando cerca di addormentarsi, la lampada vicino al suo letto, Lamp, si anima e comincia a cantare una canzone sui sogni. Stavolta, Yellow Guy si oppone al numero musicale, che però viene comunque eseguito. Dopo aver sognato di affogare nel petrolio, Yellow Guy si sveglia, per poi rendersi conto che Lamp ha trasformato il suo letto in petrolio. La scena passa a Red Guy in un ufficio insieme ad altri suoi simili. Mentre si trova in un bar, comincia a cantare la canzone del primo episodio. L'esibizione non piace agli altri Red Guys tra il pubblico, che cominciano a denigrarlo. Red Guy vede poi Roy, il padre di Yellow Guy, che lo fissa intensamente. Subito dopo, il microfono e lo stereo che stava usando si animano, il bar scompare e lascia spazio a una stanza scura. Si può sentire la canzone sui sogni cantata in lontananza, e Red Guy la segue, scoprendo che la sorgente è una postazione di regia che permette di controllare quale maestro far comparire. Vedendo attraverso uno schermo che Yellow Guy sta venendo tormentato da una lampada parlante, Red Guy cerca di aiutarlo, premendo pulsanti casuali nella speranza di aiutarlo. Invece, provoca la comparsa di altri personaggi, tra cui i maestri già mostrati, dei maestri mai visti, Duck e Red Guy stesso. Roy compare dall'oscurità dietro di lui e tocca la spalla di Red Guy con un braccio lunghissimo. Yellow Guy sullo schermo urla e si dimena, i suoi lineamenti diventano terribilmente scavati e senza vita. Red Guy segue poi un lungo cavo che porta ad un'enorme presa inserita a muro. riesce a scollegare la presa della macchina, portando l'episodio alla sua conclusione. La scena finale vede i protagonisti intorno al tavolo della cucina del primo episodio, anche se meno arredata di prima, stavolta ognuno interamente del proprio colore preferito. Il calendario appeso alla parete passa dal 19 giugno, a cui era stato tutta la serie, al 20 giugno. Un nuovo taccuino si apre e inizia a cantare la canzone del primo episodio, ma il video finisce alla prima strofa.

### Serie TV

#### Jobs
Il primo episodio si apre con i personaggi dentro una stanza simile a quella della precedente stagione mentre decidono cosa fare quel giorno. Il trio viene interrotto da una valigia che, mentre si affretta ad andare a lavorare, canta una canzone sul lavoro in cui esalta l'importanza di esso e del fatto che tutti noi possiamo scegliere la professione che amiamo. La valigia presenta anche suo fratello Unemployed Brandon che non ha saputo scegliere la sua strada finendo disoccupato, per poi uscire di casa. Durante la canzone i tre si ritrovano in una fabbrica di catene di montaggio dove degli operai a forma di chiave inglese stanno avvitando bulloni. Nel tentativo di trovare la valigia che nel mentre è scomparsa, finiscono col venire totalmente coinvolti in quel mondo tanto che Yellow Guy e Duck desiderano ardentemente ottenere un posto di lavoro nella fabbrica. Red Guy intanto, entrato in direzione per rispondere al telefono che squillava, viene trovato dalla stampante sulla scrivania che lo manipola per poi nominarlo improvvisamente direttore dell'azienda: inizieranno così una serie di situazioni in cui Red Guy tenterà di alzarsi dalla sedia per andarsene ma il computer lo trattiene e lo manipola ancora di più aggiungendo sempre più dettagli alla sua carriera. Man mano che Red Guy viene sempre più manipolato dal computer ottiene anche una sua divisa personale e il proprio identickit di direttore d'ufficio e diventa sempre più alienato dal suo attuale stato, dimenticando i suoi amici e il motivo per cui era lì. Yellow Guy viene nominato ufficialmente operaio della fabbrica mentre Duck rimane l'unico senza un'occupazione. Vedendo che Red Guy tarda a tornare Duck entra nell'ufficio di direzione ma trova Red Guy totalmente immedesimato nel suo ruolo di direttore e lo caccia bruscamente licenziandolo. In ascensore a Duck viene chiesto di recensire il lavoro che sta svolgendo e gli vengono proposte delle ferie e degli psicofarmaci nel caso avesse problemi sul posto. Duck comincia così a domandarsi cosa stia succedendo ai suoi amici e diventa sempre più confuso quando vede che solo a chi non ha un lavoro come lui tocca mangiare gli avanzi del cibo dei compagni. Segue poi un flashforward in cui Duck si trova ad una riunione d'azienda che vede Red Guy nelle vesti di un direttore decisamente invecchiato che fa il suo ultimo discorso ai dipendenti prima di ritirarsi e nominare Yellow Guy come suo operaio più dotato e fidato in quanto è quello che ha lavorato più duramente di tutti. Duck, deciso a porre fine a questa farsa, grida e lancia l'album fotografico lavorativo di Yellow Guy verso la macina. Yellow Guy, nel tentaivo di riprenderlo, avrà il braccio mozzato dalla macchina della fabbrica. A quel punto, nello scompiglio generale, Duck ritrova la valigia e Yellow Guy e Red Guy ritrovano i sensi e tornano a casa. La valigia prima di uscire dalla porta d'ingresso, lancia verso il gruppo una monetina, simbolo del guadagnato della giornata, che va a finire nell'occhio di Duck

#### Death
Il secondo episodio ruota attorno al fatto che Duck sia morto. Anche Red Guy vorrebbe morire ma Duck gli comunica che è solo lui ad esserlo. La notizia appare sui giornali: dopodiché il suo cuore sanguinante gli esce dal corpo e si trascina fino all'angolo della stanza dove poi il legno del pavimento si trasforma in una bara che prende Duck per celebrare il suo funerale. Durante il funerale Yellow Guy piange e si dispera mentre Red Guy, essendo considerato da Duck il suo migliore amico, è incitato a pronunciare il discorso d'addio al defunto compare. Tornati a casa Yellow Guy e Red Guy cominciano a sentire la mancanza di Duck che intanto cerca di abituarsi alla nuova non-vita nella bara, tanto da cercare un sostituto di quest'ultimo per cercare di colmare il vuoto dovuto alla sua assenza. Creano così un esserino rosa, Stain, iperattivo ed entusiasta dei suoi nuovi amici tanto da proporgli molte attività da fare insieme ma Red Guy gli dice che quello che fanno ogni giorno è aspettare che qualcuno arrivi per introdurgli l'argomento della giornata: proprio per questo Stain non riesce a rimpiazzare totalmente Duck. Yellow Guy soprattutto non è molto convinto della presenza dell'esserino perché sente ancora la mancanza di Duck cercando in lacrime, e insieme a Red Guy, di ricordarne i momenti felici con una canzone. Alla fine del momento musicale si vede Yellow Guy che, non riuscendo ad accettare la scomparsa dell'amico, si reca alla sua tomba e scava per aprire la sua bara e riportarlo in vita da loro. Tornato a casa Duck trova Stain trasformato in suo sosia da Red Guy nel tentativo di farlo assomigliare il più possibile a lui. Duck, sebbene inizialmente sembri includerlo nel gruppo, lo decapita, dicendo che è meglio restare in tre.

#### Family
Nel terzo episodio i tre amici hanno difficoltà ad aprire un "pacchetto famiglia" di snack, il che porta una coppia di gemelli ad arrivare e iniziare a insegnare loro il concetto di famiglia. Portano gli amici a casa loro, presentandoli al loro padre, fratello e nonna grottescamente deformi, ma quando escludono Duck dalla loro famiglia, lui ricade nella casa originale degli amici. Red Guy incontra "l’albero genealogico" dei gemelli, che prende la maggior parte del suo sangue per aiutarlo a trovare la sua famiglia, ma quando Red Guy incontra davvero la sua famiglia, viene respinto perché è troppo espressivo. Yellow Guy viene rapito e vestito come la madre dei gemelli, che rivelano di voler completare la famiglia solo per ottenere uno sconto famiglia su una consegna di cibo. Tuttavia, il padre di Yellow Guy, Roy, arriva e divora l’intera famiglia, permettendo a Yellow Guy di scappare. I tre amici decidono che i legami di sangue non sono importanti per essere una famiglia, prima di rendersi conto che ci sono solo due snack nel pacchetto famiglia. Red Guy suggerisce al trio di dividere i due snack, ma Duck esclama rumorosamente che li vuole entrambi. 

#### Friendship
Nel quarto episodio i tre amici tentano di andare online per la loro "giornata del computer" annuale con Colin, ma Yellow Guy non riesce a ricordare la password, spingendo i suoi amici a insultarlo. Un verme di nome Warren arriva per rimproverarli e insegnare loro cos'è la vera amicizia. Dopo aver finalmente ricordato la password, il trio controlla le proprie email, ma Yellow Guy rimane deluso quando vede di non averne ricevuta nessuna. Yellow Guy si ritira quindi nella sua mente per passare il tempo con i suoi "amici del cervello", ma Warren entra nella sua mente e annoia gli amici immaginari di Yellow Guy, spingendoli ad andarsene o a suicidarsi. Nel mondo reale, l'Uomo Giallo si sta lentamente sciogliendo mentre Red Guy e Duck trovano informazioni online sulla malattia del loro amico; quando si rendono conto che il problema potrebbe essere causato da "un verme nel suo cervello", Duck infila un ago nell'orecchio di Yellow Guy, uccidendo un Warren grottescamente deforme. Colin saluta felicemente il trio prima di regalare loro un computer dall'aspetto futuristico. I tre amici si riconciliano e cantano insieme prima che Yellow Guy rompa il computer, scatenando una lite tra loro che dura per tutta la durata dei titoli di coda dell'episodio. 

#### Transport
Nel quindi episodio Red Guy si annoia mentre Duck e Yellow Guy fanno l'inventario di tutto ciò che c’è in casa e desidera partire per un viaggio. Un anziano Choo Choo Train arriva per insegnare ai tre il concetto di trasporto in una sequenza animata, trasformandosi in vari veicoli, ma muore mentre è nella forma di un’auto. Red Guy, disperato di andarsene, riesce a far partire l’auto, rianimando il Choo Choo Train e sfondando il muro della loro casa. Yellow Guy, Duck e persino il navigatore dell’auto cercano di convincere Red Guy a tornare a casa, ma lui continua a procedere lungo la strada. Più tardi, l’auto inizia a perdere carburante, e il Choo Choo Train si risveglia sotto forma di volante. Malato e confuso, chiede a Red Guy di dargli la sua “bevanda speciale” (che Yellow Guy ha già bevuto) che lo aiuta con la sua “condizione”. Red Guy lo capisce male e comincia a riempirgli la bocca di uvetta. Mentre Red Guy continua, il mondo allegro e colorato intorno a loro si trasforma in una discarica glitchata, e l’auto si rompe. Ora persi, i tre amici si siedono intorno a un fuoco fatto con il volante – finché Yellow Guy sembra sentire la voce di una donna che dice “…il viaggio finisce sempre per riportarti a casa”, e l’episodio si interrompe bruscamente con la mano di una persona in live-action che spinge delicatamente un modellino dell’auto verso un modellino della casa degli amici. 

#### Electricity
Nel sesto episodio Red Guy e Duck tentano di distruggere una bolletta dell’elettricità con un tritadocumenti, finché un robot chiamato Electracey esce dal loro quadro elettrico per insegnare loro l’elettricità. Yellow Guy rivela che, come lei, anche lui è alimentato a batterie, e Duck sostituisce le vecchie batterie difettose di Yellow Guy con quelle nuove di Electracey, rendendo quest’ultima tonta e lui sia intelligente che consapevole di sé. Yellow Guy sale al piano di sopra per indagare sull’aspetto dei loro insegnanti, trovando prima versioni via via più “intelligenti” di Red Guy e Duck assieme a diversi insegnanti, finché non incontra una donna anziana in live-action chiamata Lesley, circondata da oggetti di scena degli episodi precedenti e un plastico della casa. Lesley dà a Yellow Guy un libro che presumibilmente contiene tutte le risposte che cerca. Nel frattempo, Red Guy e Duck usano troppa elettricità e causano un blackout, si perdono e trovano versioni morte di tutti i loro precedenti insegnanti (compresi quelli della serie web e il padre di Yellow, Roy), prima che Yellow Guy ritorni con il libro. Prima che possa mostrare loro qualcosa, Duck gli rimette le batterie vecchie e restituisce quelle nuove a Electracey, facendo tornare la corrente ma facendo perdere a Yellow Guy la nuova intelligenza e dimenticare tutto ciò che aveva scoperto al piano di sopra. Yellow Guy inserisce il libro nel tritadocumenti di Duck, mentre Duck e Red Guy lo incitano, ignari di tutto.

## Personaggi
Il trio principale
Yellow Guy: chiamato dai fan Doi o Manny, è uno dei tre protagonisti; sembra essere un bambino, perché facilmente distratto da qualunque cosa, ed è probabilmente il più giovane, dal momento che è molto più basso di suo padre. Indossa delle bretelle azzurre e ha i capelli di colore blu scuro. È il meno intelligente del gruppo, commettendo spesso errori grammaticali nei suoi dialoghi.
Nel sesto episodio capisce che i maestri lo stanno manipolando e cerca di opporsi alle loro lezioni, venendo infine salvato da Red Guy. Il suo colore preferito è il verde. Nella serie televisiva viene considerato stupido persino dai suoi amici, che lo punzecchiano ogni volta che ne hanno l'occasione. Nel sesto episodio della serie televisiva si rivela che in realtà Yellow Guy è alimentato a batterie, e che il motivo della sua "stupidità" erano proprio le sue batterie vecchie e impolverate.
È doppiato da Baker Terry.
Red Guy: chiamato dai fan Harry, è uno dei tre protagonisti; al contrario di Yellow Guy e Duck è impersonato da un attore che indossa un costume: ha il volto interamente coperto di capelli, che lasciano scoperti solo gli occhi. Red Guy è spesso sarcastico e giù di morale, a volte persino cinico e disinteressato; sembra essere il più intelligente del gruppo, dal momento che è il primo a mettere in discussione i maestri. Parla in modo molto monotono e esprime le proprie emozioni molto limitatamente quanto agli strani eventi che capitano a lui e i suoi amici.
Scompare nel quarto episodio e cerca di contattare i suoi amici nel quinto, causando involontariamente la morte di Duck; nel sesto episodio scopre la verità sui maestri e ripristina il mondo, salvando Yellow Guy e riportando in vita Duck.
Il suo colore preferito è il blu. Nella serie tv tenta di partire con i suoi amici utilizzando Choo Choo Train poiché stanco della vita piatta e monotona che conducevano nella loro casa
È doppiato e interpretato da Joseph Pelling.
Duck: chiamato dai fan Robin, è uno dei protagonisti; è un Germano Reale antropomorfo di colore verde scuro che indossa un cappottino marrone. Sembra essere tra i più intelligenti dei tre, o quantomeno realista, opponendosi alle metafore e mettendo in discussione l'esistenza del tempo.
Viene ucciso nel quinto episodio, per poi ritornare in vita nel sesto.
Il suo colore preferito è il rosso.
È doppiato da Baker Terry.
Insegnanti
Paige the Notepad: chiamata anche Nancy da alcuni fan, è un taccuino formato da più pagine su cui ci sono disegnati diversi oggetti che vengono nominati nella sua canzone; i suoi capelli sono nascosti tra le pagine e hanno diversi colori. Insegna la creatività ai tre protagonisti nel primo episodio. È la maestra più impassibile, il tono della sua voce cambia molto di rado ed esprime il proprio ergotismo soltanto ripetendo una frase più volte. Una sua versione alterata appare nell'episodio 6, simile all'originale ma con un occhio pigro.
È doppiata da Becky Sloan.
Tony the Talking Clock: un orologio blu con la cornice nera e le lancette rosse, indossa dei guanti bianchi e delle scarpe rosse. Nel secondo episodio insegna ciò che c'è da sapere sul tempo a Red Guy, Yellow Guy e Duck Guy. Il tono della sua voce mostra rabbia e fastidio nei confronti dei tre protagonisti quando mettono in discussione il fatto su quando comincia il tempo, quando finirà, e se questo esiste in assoluto, finendo con l'urlare talmente forte da far sanguinare le orecchie di Yellow Guy. È il primo maestro a far del male ad uno dei personaggi.
È doppiato da Baker Terry.
Shrignold: una farfalla con ali gialle e schiena nera con sfumature gialle. Nel terzo episodio parla a Yellow Guy dell'amore nella setta di cui fa parte, facendogli lentamente il lavaggio del cervello; è il maestro meno aggressivo di tutti e l'unico che assomiglia ad un animale piuttosto che ad un oggetto antropomorfizzato.
È doppiato da Baker Terry.
Colin: un computer anni '70 con dei grandi occhi quadrati, che parla di tecnologia nel quarto episodio. È il maestro più irascibile e facilmente irritabile, tanto da cominciare ad urlare quando Red Guy lo tocca. Compie spesso errori grammaticali nelle sue battute, come Yellow Guy.
È doppiato da Baker Terry.
Steak Guy: una bistecca gigante con dei capelli castani, coperti da un cappello da chef. Compare come maestro nel quinto episodio e si dimostra molto ripetitivo sul tema dei cibi che fanno diventare i denti grigi.
È doppiato da Baker Terry.
Spinach Can: è una lattina di spinaci con un piccolo naso; ha un'etichetta con su scritto "foglie", il che fa capire il suo contenuto.
È doppiato da Becky Sloan.
Larry the Lamp: è una lampada tonda di colore blu e contornata di stelle, con un interruttore rosso al posto del naso e un abat-jour raffigurante un cielo pieno di nuvole. Compare nel sesto episodio, portando Yellow Guy contro la sua volontà in una sequenza frenetica che riguarda i sogni.
È doppiato da Baker Terry.
Altri personaggi
Roy Gribbleston: il padre di Yellow Guy, è un personaggio molto misterioso ed enigmatico. Fa la sua prima apparizione nel secondo episodio e funge da comparsa negli altri; ha un ruolo di maggior spessore nel sesto episodio. Non parla mai e si limita a respirare rumorosamente.
Special One: una bambina dai capelli rosa che indossa un vestito bianco e una collana con un cuore blu, è descritta come l'anima gemella di Yellow Guy.
È doppiata da Becky Sloan.
Malcolm: una testa gigante blu con capelli castani e un cuore rosso sulla fronte, è il Re dell'Amore venerato da Shrignold e la sua setta; ordina ai suoi seguaci di nutrirlo con ghiaia, altrimenti si arrabbia.
Gilbert the Globe: un mappamondo che appare nel quarto episodio prima che Colin inizi a cantare.
Laptop: il computer dei tre protagonisti, appare brevemente nel quarto episodio quando Red Guy dice a Yellow Guy che hanno già un computer, prima di venire interrotto da Colin.
Fridge: un frigo che appare nel quinto episodio, dicendo a Duck che deve aspettare prima di mettere qualcosa nel suo piatto.
Bread Boy: un pezzo di pane che appare nel quinto episodio suonando i barattoli come se fossero una batteria, dando inizio alla canzone.
Giant Can: un mostro a forma di lattina che uccide Duck, divorandone gli organi e mettendoli in delle lattine, per poi far mangiare i resti a Yellow Guy.
Money Man: Compare nei video della Kickstarter dove tiene in ostaggio i tre protagonisti; è un mostro di colore marrone che indossa una tenuta verdastra e porta sul braccio sinistro una fascia rossa ritraente una faccia verde stilizzata con una croce al centro, parodia della Svastica Nazista. Si esprime attraverso ringhi e ruggiti, ma in una scena lo si sente ripetere ossessivamente ad un telefono la parola "soldi".
È molto aggressivo nei confronti di Red Guy, Yellow Guy e Duck, arrivando a torturarli e mutilarli se il riscatto non viene pagato.

## Produzione
Sloan e Pelling si sono incontrati mentre studiavano Fine Art e Animation rispettivamente alla Kingston University dove fondano la THIS IS IT Collective insieme ad alcuni amici. Hanno prodotto il primo episodio di Don't Hug Me I'm Scared nel tempo libero ed autofinanziandosi. Pensano subito di farne una serie, ma in un primo momento accantonano l'idea. Si ricredono quando la serie acquisisce popolarità. Lo show attrae presto l'interesse di diversi committenti, ma Sloan e Pelling rifiutano così "da tenere la serie strana" ed avere "libertà creativa"
Nel maggio del 2014, Sloan e Pelling annunciano una campagna Kickstarter per la realizzazione di altri episodi, uno ogni tre mesi, a partire da settembre dello stesso anno. Pubblicano quindi un filmato amatoriale dei personaggi della serie presi in ostaggio. L'obiettivo finale di 96000 £ viene raggiunto il 19 giugno 2014, arrivando successivamente a 104935 £.
Nel gennaio del 2016, Sloan e Pelling hanno collaborato con il marchio Lazy Oaf per realizzare una linea di abbigliamento ispirata ai personaggi della serie. Ad aprile dello stesso anno, i protagonisti sono comparsi sulla copertina del magazine Printed Pages, insieme a una loro intervista.
Un episodio pilota da mezz'ora è stato realizzato nel 2018 in cerca di finanziamenti per una serie televisiva. È stato realizzato da Blink Industries in collaborazione con Super Deluxe, e ha convinto Conaco ad aderire al progetto. Il trailer, intitolato "Wakey Wakey...", è stato pubblicato dal canale YouTube ufficiale di Don't Hug Me I'm Scared il 3 settembre 2018. Il 3 dicembre 2018 è stata annunciata la selezione per il Sundance Film Festival 2019 all'interno dello showcase Indie Episodic. Nel 2019 è stato quindi proiettato l'episodio pilota. La serie è stata quindi realizzata per Channel 4 in partnership con il BFI Young Audiences Content Fund. Il 7 luglio 2020 la serie è stata ufficialmente annunciata dal British Film Institute.

## Accoglienza
Il corto originale è diventato virale e la serie è cresciuta in popolarità fino a diventare un fenomeno culturale. I sei episodio hanno raggiunto le 200 milioni di visualizzazioni complessive su YouTube. Scott Beggs ha inserito l'episodio pilota all'ottava posizione della lista degli 11 migliori corti del 2011. Carolina Mardones ha inserito l'episodio pilota alla settima posizione della sua lista nello stesso anno. Ha anche fatto parte a un evento cinematografico tenuto nell'installazione a cielo aperto di Banksy Dismaland.
Drew Grant ha scritto su Observer che gli episodi della serie appaiono: "horrifying nightmarish absolutely beautiful" e "mind-melting". Inoltre lo scrittore freelance Benjamin Hiorns ha aggiunto che: "Non è il soggetto che rende questi film così stranamente seducenti, è il set e il design dei personaggi sorprendentemente fantasioso e la sottostante Britishness di tutto questo."

## Temi
Pelling, sentitosi chiedere dello sviluppo dell'idea dietro la serie, ha affermato che lo scopo era mostrare "come non insegnare qualcosa" e "come concetti astratti come la creatività appaiano stupidi quando qualcuno cerca di spiegarli in maniera limitata". Inoltre, l'autore incoraggia la libera interpretazione della serie, e ha affermato che, visto che ogni persona arriva a conclusioni diverse, sono tutte rispettabili e valide a pieno titolo.
Uno studente che scrive per Nouse ha paragonato le tematiche del primo episodio alla letteratura gotica, assumendo che entrambi "fanno leva sulla stessa paura di un subconscio violento nascosto dietro l'apparente normalità." In The Wesleyan Argus, un altro studente definisce la serie "un ottimo esempio dell'era dell'esoterismo".

## Creatori
Becky Sloan e Joseph Pelling sono entrambi graphic designer, artisti ad animatori britannici. Il duo ha anche lavorato per THIS IS IT Collective.
Le loro opere consistono in video, graphic design art, animazioni, musica, e in lavori che fanno uso di riproduzioni di oggetti delle vita reale realizzati in stoffa come arte. Hanno collezionato diversi premi, tra cui il SXSW Midnight Shorts Award 2012.